# Лоа (річка)

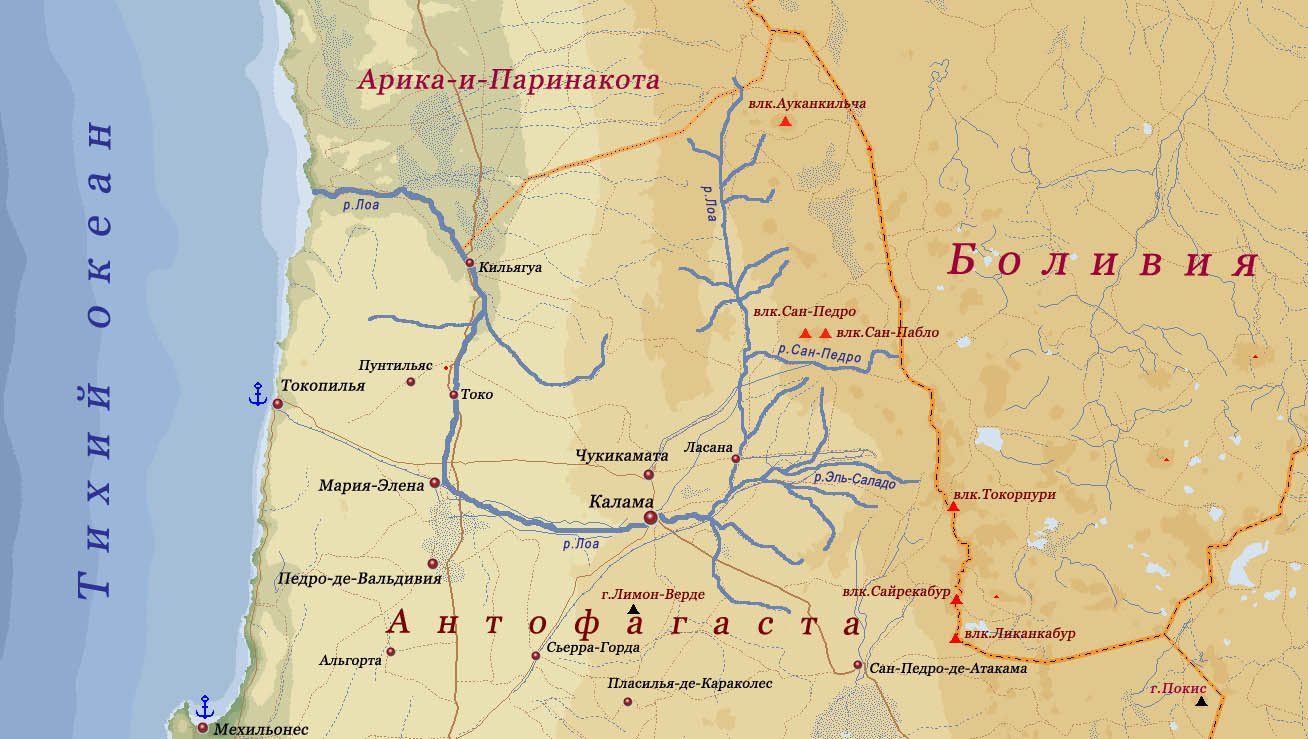
Басейн річки Лоа

Лоа (ісп. Río Loa) — найдовша річка Чилі, її довжина дорівнює 440 км. Лоа також має найбільший річковий басейн у Чилі, його площа становить 33 570 км².

## Географія
Витоки річки знаходяться в Західній Кордильєрі Анд на висоті більше 4 000 метрів над рівнем моря на схилах вулкана Міньо. Далі Лоа тече крізь пустелю Атакама, утворюючи по берегах оази. Впадає в Тихий океан південніше мису Фальса-Чіпана. У нижній течії утворює частину межі між чилійськими регіонами Тарапака і Антофагаста.
Живлення річки здійснюється майже виключно підземними водами. Коливання стоку річки незначні. Паводки на річці дуже рідкісні і пов'язані з випаданням дощів в горах в грудні-березні. Населені пункти на берегах річки: Кончі, Калама, Токо, Ріка-Авентура, Кільягуа. Води джерел в басейні Лоа використовуються для постачання водою міст Антофагаста, Чукикамата і Калама.
Витрата води після виходу з гір — близько 6 м³/сек, в середній течії — 2,43 м³/сек.
Основні притоки: Сан-Педро, Саладо, Сан-Сальвадор.
Ім'ям річки названий клас річок, які мають постійний стік і майже виключно підземне живлення (так званий лоанській режим річок).